# دوس إيرماناس
دوس إيرماناس هي بلدية إسبانية تعد ثاني مدينة مأهولة بالسكان من بين البلديات ال 105 في إشبيلية ضمن منطقة أندلوسيا، يبلغ عدد سكانها 127.375 نسمة حسب آخر إحصائية للمعهد الوطني للإحصائيات في سنة 2011؛ تمتد على مساحة 160 كيلومتر مربع وتقع جغرافياً على منخفض الوادي الكبير.
أطلق ملك قشتالة فرديناند الثالث اسم دوس هيرماناس على المدينة تكريما لشقيقتي أحد قادة جيشه. وتتركب كلمة دوس إيرماناس من مفردتين في اللغة الإسبانية : «Dos » ⇔ «اثنان» و«Hermanas» جمع لكلمة «Hermana» التي تترجم إلى كلمة « أخت، شقيقة» في اللغة العربية، فيكون معنى Dos Hermanas أختان أو شقيقتان.
تشتهر بلدية دوس هيرماناس على المستوى الاقتصادي بإنتاج وتوزيع زيت الزيتون

## أعلام
- أرزو
- فيرناندو فاريلا راموس
- رودولفو بوديبو
- ديفيد ريفاس
- أديليدا غارسيا موراليس
- سيرجيو كاستانيو أورتيغا